# Kiryat Yam
Kiryat Yam (hebreo: קריית ים; en árabe: كريات يام) es una ciudad del Distrito de Haifa de Israel, situada al norte de la bahía de Haifa. Según la Oficina Central de Estadísticas de Israel (CBS), en 2016 la ciudad tenía una población de 39.416 habitantes, con un gran porcentaje de ascendencia de la antigua Unión Soviética, África del Norte y Etiopía. La ciudad fue fundada en 1945 sobre dunas de arena, en un sitio donde no existía ninguna ocupación.

## Demografía

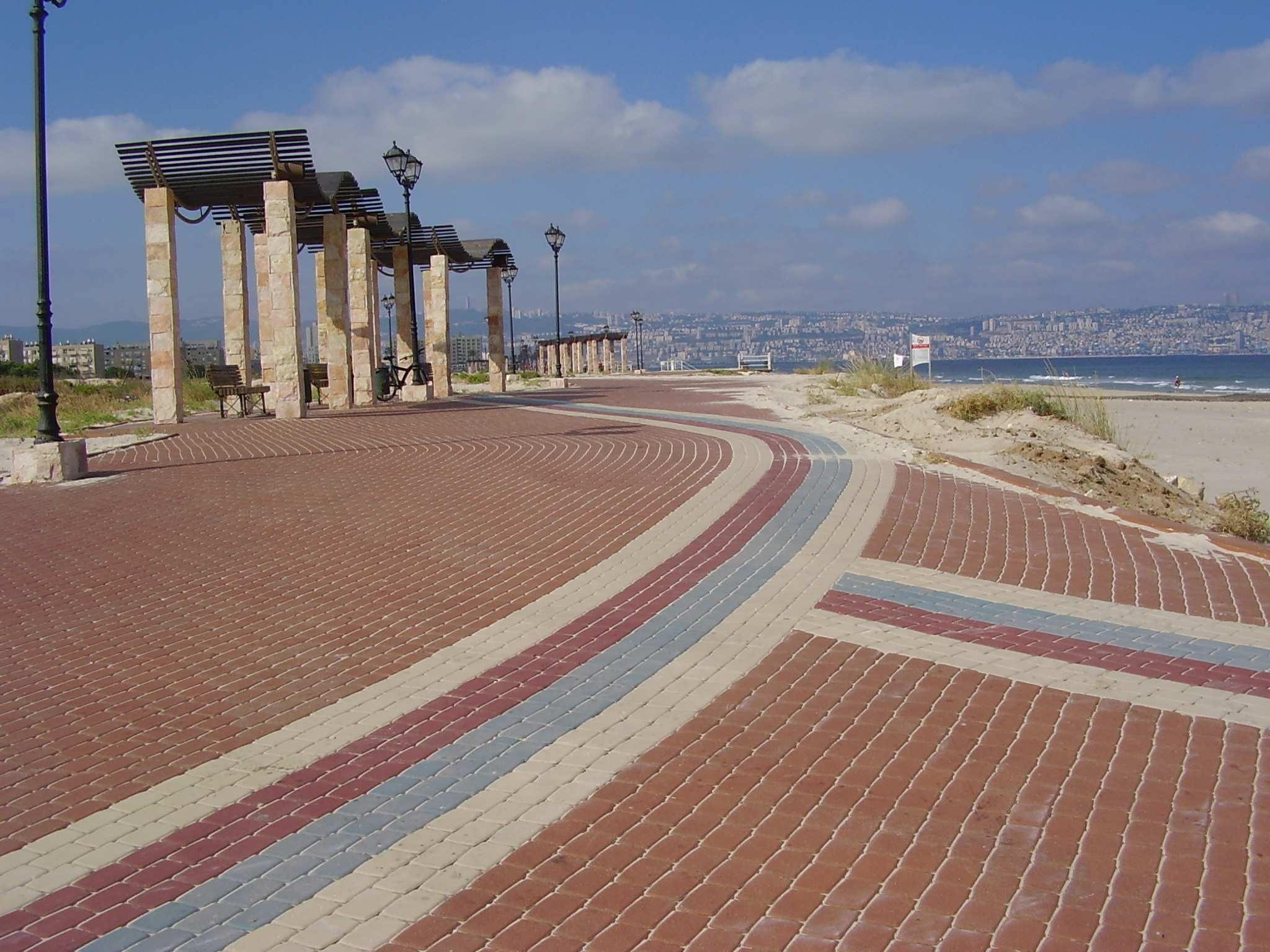
Paseo marítimo de la playa de Kiryat Yam

Kiryat Yam tiene una población de 38.945. La zona norte de la ciudad es hogar de muchos inmigrantes de la antigua Unión Soviética, el norte de África y Etiopía, en los que el municipio y su alcalde Shmuel Sisso trabajaron para construir docenas de centros y hogares para ayudar a los inmigrantes a establecerse. La ciudad está clasificada como mediana en la escala socioeconómica.

## Educación
Kiryat Yam tiene 15 escuelas preescolares, ocho escuelas primarias y 3 escuelas secundarias (Rabin, Rodman y Levinson) con una población estudiantil de 10,000.